# Brzozowiec (powiat sieradzki)
Brzozowiec – wieś w województwie łódzkim, w powiecie sieradzkim, w gminie Błaszki. 
W latach 1975–1998 miejscowość położona była w województwie sieradzkim.